# Metaverse
Ve science fiction je metaverse hypotetickou iterací internetu jako jediného, univerzálního a pohlcujícího virtuálního světa, který je dostupný s použitím hardwaru pro virtuální realitu (VR) a rozšířenou realitu (AR). V hovorovém použití je metaverse síť 3D virtuálních světů zaměřených na sociální propojení. Dle definice Cambridge Dictionary je metaverse počítačem generovaný virtuální svět, kde mohou lidé prostřednictvím avatarů interagovat s aplikacemi nebo ostatními avatary v 3D prostředí, které – více či méně – napodobuje realitu.

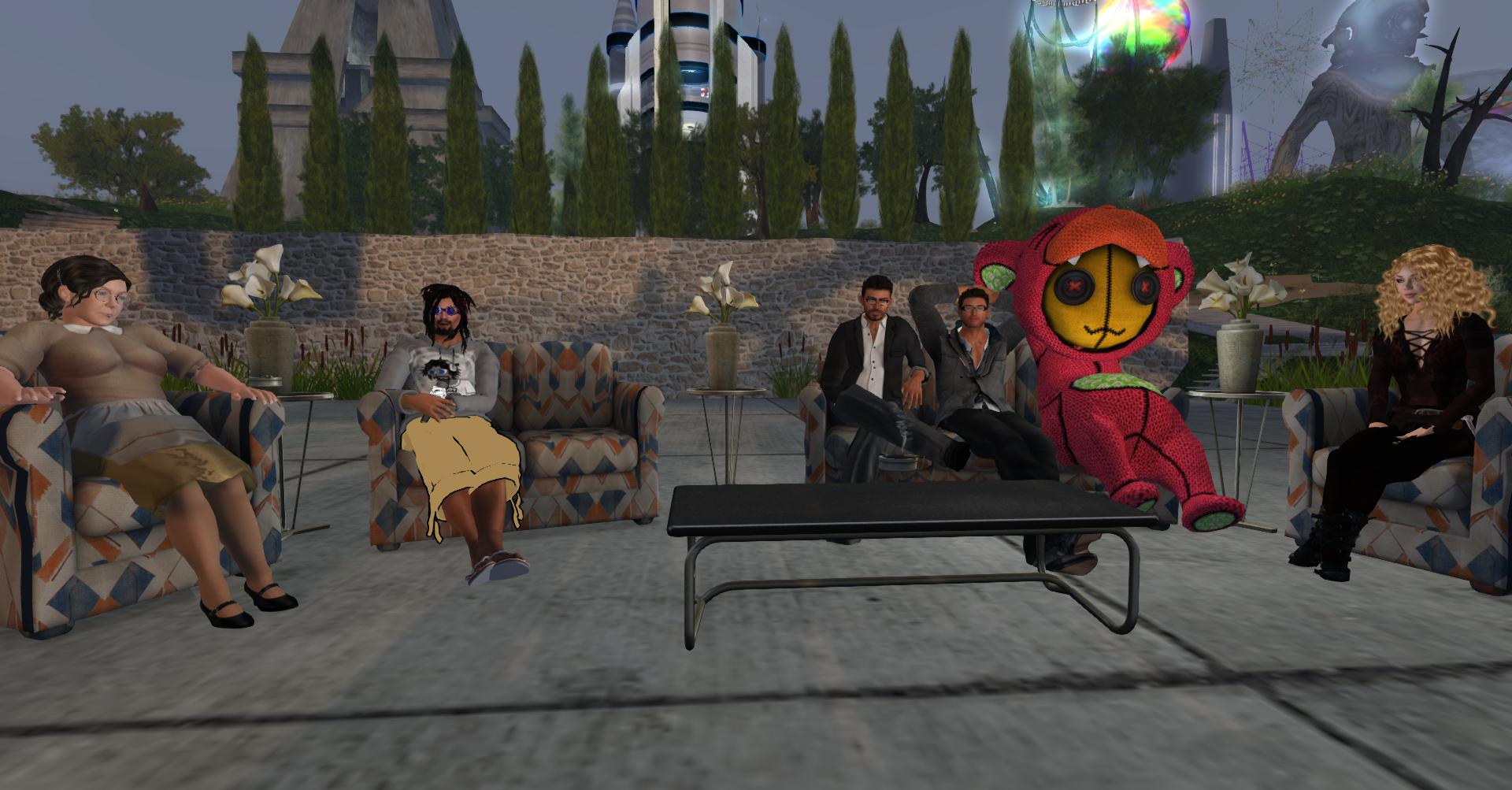
Scéna z metaverse Second Life

Termín „metaverse“ se poprvé objevil ve sci-fi románu Sníh Neala Stephensona z roku 1992 jako spojenina slov „meta“ a „universe“. Vývoj metaverse je často spojován s rozvojem technologie virtuální reality kvůli rostoucím nárokům na vstupu. Nedávný zájem o vývoj metaversa podpořil Web 3.0, který představuje novou decentralizovanou podobu internetu nezávislou na velkých korporacích. Web 3.0 i metaverse se staly módnímy slovy pro zveličení pokroku ve vývoji různých souvisejících technologií a projektů za účelem PR. Soukromí, závislost a bezpečnost uživatelů jsou v rámci metaverse hlavními obavami, kterým nicméně čelí sociální média a videoherní průmysl jako celek.

## Historie
Historie metaverse sahá daleko do minulosti. V roce 1838 nastínil vědec Sir Charles Wheatstone koncept „binokulárního vidění“. Kde pomocí dvou obrazů, jednoho pro každé oko, se vytvoří jeden 3D obraz. Tento koncept vedl k vývoji stereoskopů, technologie, kde se k vytvoření obrazu využívá iluze hloubky. Jedná se ostejný koncept používaný dnes v moderních VR headsetech.
V roce 1935 americký spisovatel sci-fi Stanley Weinbaum vydal knihu Pygmalion's Spectacles, ve které hlavní hrdina zkoumá fiktivní svět pomocí brýlí, které poskytovaly zrak, zvuk, chuť, čich a hmat.
První VR stroj s názvem Sensorama Machine vytvořil v roce 1956 Morton Heilig. Stroj simuloval zážitek z jízdy na motocyklu v Brooklynu kombinací 3D videa se zvukem, vůněmi a vibračním křeslem, aby diváka pohltil. Heilig si také v roce 1960 nechal patentovat první headset, který kombinoval stereoskopický 3D obraz se stereo zvukem. V 70 letech mohli uživatelé poprvé použít VR k přepravě na jiné místo. MIT vytvořila Aspen Movie Map, která uživatelům umožnila absolvovat počítačově generovanou prohlídku města Aspen v Coloradu.
Termín „metaverse“ byl poprvé použit v románu Neila Stevensona z roku 1982 Snow Crash.  Metaverse je v knížce virtuální svět přístupný přes VR brýle, který vypadá jako ulice obíhající okolo jinak prázdné černé planety. Po virtuální ulici je možné cestovat mezi virtuálními světy s odlišnými vlastnostmi.
V 90 letech SEGA představila VR arkádové stroje jako pohybový simulátor SEGA VR-2. V roce 2010 vytvořil vynálezce Palmer prototyp headsetu Oculus Rift VR. Díky 90stupňovému zornému poli a využití výpočetního výkonu revoluční headset znovu podnítil zájem o VR.

## Implementace

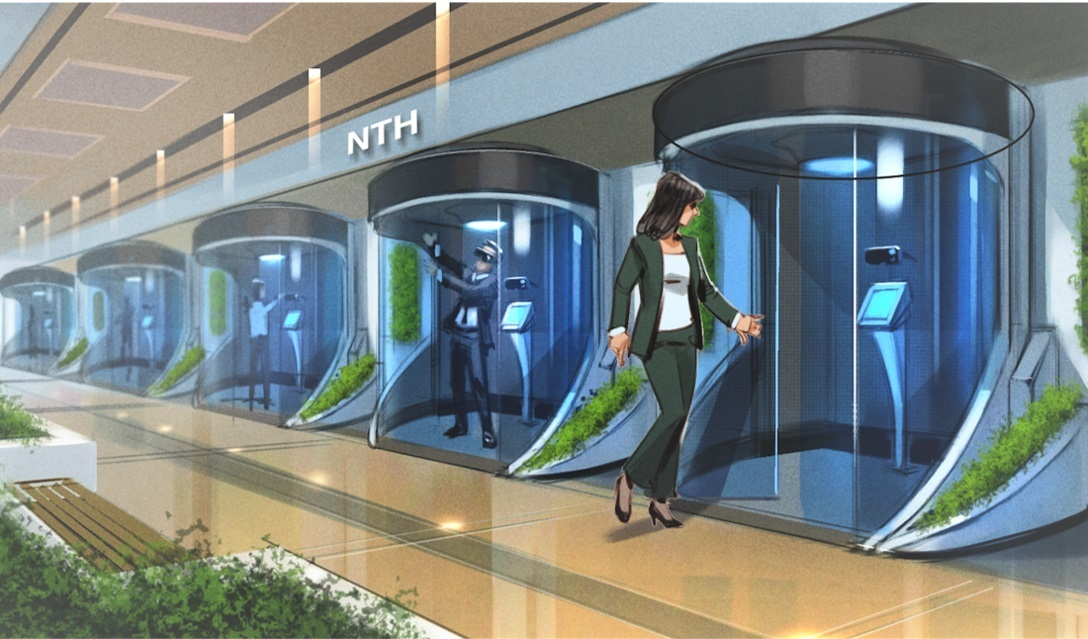
XR pody, pomocí kterých mohou lidé vstoupit do metaversu

Součásti technologie metaverse byly vyvinuty již v rámci online videoher. Platforma virtuálního světa Second Life z roku 2003 je často označována za první metaverse, protože zahrnovala mnoho aspektů sociálních médií do trvalého trojrozměrného světa s uživatelem reprezentovaným jako avatar, nicméně historická tvrzení o vývoji metaverse začala brzy po vzniku tohoto termínu. Mezi rané projekty patřily Active Worlds a The Palace.
Dne 4. července 2000 udělil USPTO samoobslužnému Java appletu LivePlace první ochrannou známku metaverse, známku na zboží a služby „poskytující dočasné používání on-line nestahovatelného softwaru umožňujícího návštěvníkům webové stránky chatovat on-line, identifikovat jiné návštěvníky on-line, posílat soukromé zprávy a umožnit více návštěvníkům společné prohlížení webových stránek“, jejíž tvůrce, viceprezident společnosti eUniverse John Hanke, později vytvořil Pokémon Go. Mezi populární hry označované za součást metaversa patří Habbo Hotel, World of Warcraft, Minecraft, Fortnite, VRChat a platforma pro tvorbu miniher Roblox, která od té doby tento termín významně využívá v marketingu. V rozhovoru pro Wired z ledna 2022 popsal tvůrce Second Life Philip Rosedale metaverse jako trojrozměrný internet, který je obydlen živými lidmi. Sociální interakce a 3D virtuální světy jsou často nedílnou součástí mnoha masivně multiplayerových online her.
V roce 2017 Microsoft koupil společnost AltspaceVR, která se zabývá virtuální realitou, a od té doby Microsoft implementoval virtuální avatary a schůzky ve virtuální realitě do Microsoft Teams.
V roce 2019 spustila společnost Facebook, která provozuje sociální síť, svět sociální VR s názvem Facebook Horizon. V roce 2021 se Facebook přejmenoval na „Meta Platforms“ a jeho předseda Mark Zuckerberg vyhlásil závazek společnosti vyvíjet metaverse. Mnoho technologií virtuální reality, které Meta Platforms inzeruje, zůstává nevyvinutých. Tento krok kritizovala facebooková whistleblowerka Frances Haugenová a dodala, že pokračující zaměření Meta Platforms na projekty orientované na růst se děje z velké části na úkor zajištění bezpečnosti na jejich platformách. Meta Platforms také čelila kritice bezpečnosti uživatelů v souvislosti s Horizon Worlds kvůli sexuálnímu obtěžování, ke kterému na platformě docházelo. V roce 2021 Meta na svém oddělení vývoje metaverse vykázala ztrátu přes 10 miliard dolarů, přičemž Mark Zuckerberg prohlásil, že v roce 2022 očekává „významné zvýšení“ provozních ztrát.
Některé implementace metaverse se spoléhají na digitální měny, často na kryptoměny. S aktivy v rámci metaverse se někdy obchoduje jako s neproměnnými tokeny (NFT) a jejich vlastnictví se sleduje pomocí technologie blockchain.
Mezi navrhované aplikace technologie metaverse patří zvýšení produktivity práce, interaktivní výukové prostředí, elektronické obchodování, interakce s masovým publikem, nemovitosti a móda.

## Technologie

### Hardware
Mezi přístupové body metaversa patří univerzální počítače a chytré telefony, rozšířená realita, smíšená realita a virtuální realita.
Závislost na technologii VR omezila rozvoj metaverse a jeho širokého přijetí. Omezení přenosného hardwaru a potřeba vyvážit náklady a design způsobily nedostatek vysoce kvalitní grafiky a mobility. Lehké bezdrátové náhlavní soupravy se potýkají s problémem dosažení hustoty pixelů retina displeje potřebné pro vizuální pohlcení. Dalším problémem pro široké přijetí technologie je cena, přičemž cena spotřebitelských náhlavních souprav VR se od roku 2022 pohybuje od 300 do 3500 dolarů.
Současný vývoj hardwaru se zaměřuje na překonání omezení náhlavních souprav VR, senzorů a zvýšení pohlcení pomocí haptické technologie.

### Software
Dosud nebyla v širokém měřítku přijata standardizovaná technická specifikace pro implementace metaversa a stávající implementace se spoléhají především na proprietární technologie. Interoperabilita je hlavním problémem při vývoji metaversa, který pramení z obav o transparentnost a soukromí. Existuje několik projektů standardizace virtuálního prostředí.
Universal Scene Description (USD) je specifikace pro výměnu 3D počítačové grafiky vytvořená společností Pixar a podporovaná aplikacemi Blender, Apple SceneKit a Autodesk 3ds Max. Technologická společnost NVIDIA v roce 2021 oznámila, že přijme USD pro své nástroje pro vývoj metavrstev.
glTF je specifikace pro efektivní přenos a načítání 3D scén a modelů pomocí enginů a aplikací vytvořená průmyslovým konsorciem Khronos Group, které vyvíjí otevřené standardy bez licenčních poplatků. V srpnu 2022 bylo oznámeno, že glTF 2.0 byl vydán jako mezinárodní norma ISO/IEC 12113:2022.
OpenXR je otevřený standard pro přístup k zařízením a zážitkům virtuální a rozšířené reality. Přijaly jej společnosti Microsoft pro HoloLens 2, Meta Platforms pro Oculus Quest, HTC pro HTC Vive, Qualcomm pro vývojářskou platformu Snapdragon Spaces XR a Valve pro SteamVR.

#### Statistika návštěvnosti
Návštěvno metaverse systémů je vysoká. Je to dáno zejména díky hernímu průmyslu, který vytváří hry s celým virtuálním ekosystémem.
V žebříčku aktivních uživatelů vedou zejména videohry:
1. Roblox - 230 miliónů,
2. Minecraft - 165 miliónů,
3. Fortnite - 85 miliónů,
4. Zepeto - 20 milióny,
5. Avakin Life - 10 miliónů,
6. IMVU - 7 miliónů,
7. Rec Room - 7 miliónů.[70]

Naproti tomu jsou metaverse systémy, které ztrácí svou oblibu. Například Meta Horizon od společnosti Meta. Společnost Meta plánovala vybudovat komunitu 0,5 miliónu aktivních uživatelů v roce 2022. Přičemž dle statistik došlo poklesu uživatelů. V únoru 2022 potvrzovala společnost Meta 0,3 miliónů aktivních uživatel, ale v říjnu 2022 to bylo už jen okolo 0,2 miliónů.

### Blockchain a kryptoměna
Kolem metaverse se točí i kryptoměnové vývojářské prostředí. Takový svět se zdá být přímo ideální pro implementaci kryptoměn. Digitální měny lze použít k pobídce k nákupu a prodeji aktiv ve virtuálních světech. Další implementací už existujícího nápadu jsou NFT tokeny jako digitální důkaz o vlastnictví. Dnes jsou NFT tokeny především z oblasti grafiky ve formě formě sběratelských předmětů, v budoucnu se ale dá očekávat rozvoj dalších možností.

### Umělá inteligence (AI)
Umělá inteligence umožňuje počítačům činit nezávislá rozhodnutí především prostřednictvím strojového učení . Aplikace AI sahají daleko do obchodního světa, ať už jde o automatizované rozhodovací systémy, samořídící auta nebo doporučovací algoritmy. Hovoří se o implementaci metaverzní umělé inteligence pomocí nehrajících postav (NPC). NPC jsou digitální lidi a ve videohrách vystupují jakobyli skuteční.
Umělá inteligence využívá software pro rozpoznávání obličeje a další technologie k vytvoření přesných a realistických avatarů pro uživatele. Může zpracovat chování uživatele, výrazy obličeje a neverbální narážky, aby vytvořila přesnější uživatelský zážitek.

### 3D rekonstrukce
Přijetí této technologie bylo urychleno nástupem pandemie covidu-19. V sektoru nemovitostí vzhledem k tomu, že návštěvy nemovitostí byly zrušeny kvůli pandemickým omezením, se prodejci obrátili na technologii, aby rekonstruovali virtuální avatary obytných prostor a nabídli digitální prohlídky nemovitostí.
Tato technologie umožňuje uživatelům si virtuálně vyzkoušet oblečení, nebo zpracovat lékařská obrazová data. Lze jej použít pro rekonstrukci videa z volného pohledu, robotické mapování, reverzní inženýrství a dokonce i pro znovuprožívání nezapomenutelných okamžiků z různých perspektiv.

### Internet věcí (IoT)
S IoT jsou propojeny miliardy technologických zařízení prostřednictvím kabelových nebo bezdrátových kanálů za účelem sdílení informací, interakce a přístupu k datovým zdrojům. Kombinace IoT a Metaverse pravděpodobně otevře nové příležitosti pro růst a rozvoj v technologickém prostoru. Díky schopnosti Metaverse se budou extrahovat data z fyzického světa a vlévat je do světa virtuálního. Je nutné aby data mapovaná z reálného prostředí byla přesná, plánovaná, zabezpečená, relevantní a v reálném čase.  Hlavním cílem internetu věcí bude poskytnout nezbytné spojení mezi vnějším světem a digitálním prostorem. Možnosti internetu věcí ve spolupráci s AI, ML a 5G, které nabízejí bezproblémovou integraci dat, jsou neomezené.

## Oblasti metaverse

### Výuka
S příchodem pandemie covidu-19 byl ohlašován nový trend vzdělávání ve virtuálním světě. Například na podzim 2021 profesor Jeremy Bailenson otevřel kurz „Virtual People“ na Stanfordově univerzitě. 263 studentů s VR sety se shromáždilo v metaverse pomocí platforem Zoom a ENGAGE. Během lekcí metaverse se studenti zapojovali virtuálně a na dálku do různých aktivit, jako jsou velké skupinové exkurze, malé skupinové panely, kvízy a vytváření virtuálních prostorů.

### Hraní
Uživatelé pomocí online her a aplikací mohou vstoupit do virtuálních světů, kde interagují mezi sebou pomocí avatarů. Uživatelé mohou vytvářet předměty, prodávat je nebo kupovat, investovat, nebo odměňovat ostatní. Metaverse hladce propojuje hry, virtuální realitu, živé vysílání, kryptoměny a sociální média.

### Prostor v metaverse
V metaverse dochází k rozvoji virtuálního prostoru. Společnosti vytvářejí prostory a pozemky v metaverse, které mohou uživatelé vlastnit a obchodovat s nimi.
Například na platformě The Sandbox se prodávají parcely, která odpovídají 96 metrům na šířku i délku a součástí je i prostor 128 metrů na výšku.
Obchodní společnosti si takové parcely kupují a staví zde virtuální pobočky nebo obchody. Současně ale o pozemky projevují zájem i samotní lidé, zejména známé osobnosti.
I když v digitálním světě není potřeba cestovat, tak společnosti vytvářející obsah metaverse očekávají, že uživatelé budou chtít virtuálně cestovat.
Už dnes existuje společnost, která prodává virtuální lodě k plavbě.
I z tohoto důvodu bude nutné metaverse mapovat a vytvářet body pro lokalizaci a navigaci. První snahy o vytvoření geoprostorového systému vznikají například na fóru The Metaverse Standards Forum, které má za cíl vytvářet standardy pro metaverse.
Důležitost určování polohy v metaverse bude zejména v reklamním odvětvím. Reklamní společnosti využívají cílení a personifikaci reklamy a k tomu bude zapotřebí sledovat a vyhodnocovat uživatelskou historii polohy v metaverse. A důležitá není pouze poloha hráče, ale pro účel reklamy je důležité sledovat i kam se uživatel dívá a jeho pohyby. 

### Události, kultura (muzeum, koncerty)
V metaverse se pořádají i koncerty a různé kulturní vystoupení. Mezi nejznámější zpěváky, kteří pořádali koncert v metaverse patří Justin Bieber, Travis Scott, Ariana Grande, Lil Nas X.
Dále je možné vidět v metaverse i módní přehlídky nejrůznějších značek, například KNY, Tommy Hilfiger, Paco Rabanne, Dolce & Gabbana, Etro, Charles & Keith and Prive Porter.
V Polsku jsou ve virtuálním světě vytvářena muzea, která zejména vznikla v období prvních vln covidu-19 pandemie a která stále narůstají na oblibě. Mezi nejoblíbenějších virtuální muzea patří Zámecké muzeum Písková skála, Zámecké muzeum v Pszczyně, nebo Státní muzeum Auschwitz-Birkenau.
Další události, které mohou uživatelé ve virtuálním světě navštívit jsou církevní události. Nejdříve se šlo o virtuální návštěvu současných kostelů, ale postupně přibývají i projekty na výstavbu čistě virtuálního kostela bez reálného základu.

### Nebezpečí a nástrahy metaverse
Metaverse skrývá i mnoho nebezpečí pro své uživatele a jejich virtuální majetek. Vytváření blockchainu není zárukou bezpečnosti. Uživatelé metaverse se mohou setkat s útoky využívající sociální inženýrství, krádež důvěryhodnosti, krádež identity, nebo ransomware útoky. Důležité bude také zajistit fyzickou ochranu uživatelů, kteří budou připojeni do metaverse a ztratí smyslový kontakt s realitou. Zároveň pomocí technologie pro VR bude teoreticky možné zkopírovat osobní biometrická data – sken sítnice, geometrie obličeje, otisky prstů nebo hlasové otisky.

### Veřejná správa v metaverse
Metaverse přináší další příležitost, jak spojit občany a firmy s veřejnou správou. Po celém světě vznikají projekty, ve kterých bude možné navštívit úřední jednání nebo úředníky virtuálně a přinést tak pohodlnější přístup a zvýšeného zájmu o veřejné dění. V Jižní Koreji investují do vytvoření digitální kopie města Soulu s veřejnými službami a kulturními akcemi. Ve Spojených arabských emirátech zřizuje Ministerstvo zdravotnictví centrum služeb, kde budou moci virtuálně návštěvníci klást dotazy nebo provádět administrativní úkony. Dalším příkladem zastoupení veřejné správy v metaverse je první virtuální ambasáda Barbadosu, čímž se snaží nejen o pohodlný přístup, ale také úsporu nákladů oproti provozu fyzické ambasády.

### Policie v metaverse
V zapojování metaverse nezůstávají pozadu ani bezpečnostní složky. Prvním úřadem, který zakládá virtuální úřad, je Interpol. Virtuální úřad bude sloužit ke komunikaci nebo k absolvování kurzů forenzního vyšetřování. Zároveň bude úřad dohlížet na vymáhání práva a bojovat proti zločinu ve virtuálním světě.
Mnoho zemí investovalo do online policie, jako např. Estonsko, Dánsko, Norsko a Švédsko, s očekáváním, že bude nutné mít virtuální přítomnost policistů a zajistit přístup k lidem na dálku. Například v Norsku už nyní policisté hlídkují na sociálních sítích.